# Juozas Baublys
Juozas Baublys (*  19. November 1961 in Varėna)  ist ein litauischer liberaler Politiker und Funktionär der Landwirtschaft Litauens, seit November 2016 Mitglied des Seimas.

## Leben
1981 absolvierte Baublys das Technikum der Landwirtschaft-Buchhaltung in Vilnius (jetzt Kolleg Vilnius) und wurde Buchhalter. 1992 absolvierte er das Diplomstudium des Zooingenieurwesens an der Lietuvos veterinarijos akademija in Kaunas und wurde Zooingenieur. Danach arbeitete er als Landbauer. Von 2011 bis 2015 war er Mitglied im Rat der Rajongemeinde Varėna.
Baublys ist Mitglied der Lietuvos Respublikos liberalų sąjūdis in Varėna.
Er ist Leiter der Abteilung Varėna des Landbauerverbands Žemdirbių asociacija, Ratsmitglied des Agrarverbands Nenašių žemių asociacija, Mitglied im Präsidium von Lietuvos Respublikos žemės ūkio rūmai.